# Riksmålforbundet

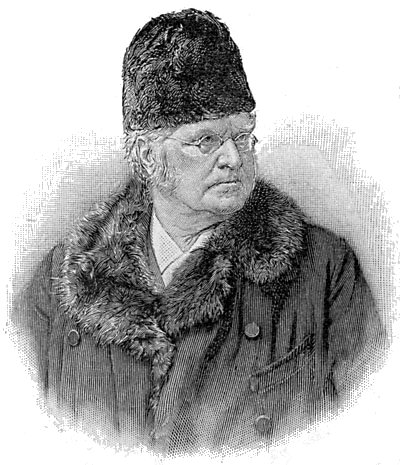
Bjørnstjerne Bjørnson

Riksmålsforbundet (pol. Towarzystwo Riksmål) – stowarzyszenie językowe, kulturowe i polityczne w Norwegii promujące i popularyzujące odmianę riksmål języka norweskiego.
Zostało założone w r. 1907 przez poetę i laureata Nagrody Nobla Bjørnstjerne Bjørnsona. Powstało jako pozycja dla środowisk popierających odmianę nynorsk. Stowarzyszenie konsekwentnie przeciwstawiało się rządowemu planowi wprowadzenia jednej zunifikowanej odmiany języka samnorsk
Stowarzyszenie wydaje pismo Ordet (słowo).